# Cratere Etana
Etana è un cratere sulla superficie di Ganimede.